# Rangmühle (Gnotzheim)
Rangmühle ist eine heute abgegangene Einöde auf dem Gebiet der Marktgemeinde Gnotzheim im heutigen Landkreis Weißenburg-Gunzenhausen in Bayern. Die Mühle befand sich am nordwestlichen Fuß des Spielbergs zwischen Gnotzheim und Ostheim. Der „Hausname“ Rangmüller ist noch heute im Ort gebräuchlich.

## Geschichte
Das Alter der Mühle lässt sich nicht genau eingrenzen. Sie hat aber mit Sicherheit schon im 17. Jahrhundert existiert. Im nach 1657 angelegten Salbuch des oettingschen Amtes Spielberg sind unter Gnotzheim drei Mühlen verzeichnet: die Rangmühle, die Simonsmühle und eine weitere, nur als „mühl“ bezeichnete Mühle, wohl die heutige Letzleinsmühle. 1801 wird die Rangmühle neben der Unter- und der Obermühle als Rankmühle aufgeführt. Im Topographischen Atlas vom Königreiche Baiern  wird die Rangmühle als „Oehl- und Lohmuehle“ bezeichnet. Am 20. Oktober 1805 wurde die Rangmühle durch Soldaten des französischen Generals Marmot geplündert; die Bewohner waren zuvor geflohen.
Das bayerische Urkataster zeigt die Ranchmühle in den 1810er Jahren mit einer Herdstelle. Westlich und östlich war der dem Wurmbach von rechts zufließende Mühlbach zu kleinen Weihern angestaut.
Wasserlieferant waren der im Gemeindewald befindliche Windaweiher sowie der im Besitz der Rangmühle befindliche Hochweiher, auch Hangweiher genannt.
Im Jahr 1859 wird nochmals der Name Rankmühle verwendet. Danach wurde die Mühle abgerissen. Zwischen 1779 und 1838 werden mehrmals sowohl der Müller als auch seine Familie namentlich erwähnt, auch in Akten des Archives auf der Harburg.